# ديميتري أرابوف
ديميتري أرابوف (بالروسية: Арапов, Дмитрий Андреевич)‏ هو لاعب كرة قدم روسي في مركز حراسة المرمى، ولد في 9 يونيو 1993 في كوشفا في روسيا. لعب مع أورال يكاترينبورغ.

## وصلات خارجية
- ديميتري أرابوف على موقع قاعدة بيانات كرة القدم.إي يو (الإنجليزية)
- ديميتري أرابوف على موقع Soccerway.com (الإنجليزية)
- ديميتري أرابوف على موقع عالم كرة القدم.نت (الإنجليزية)